# European Resuscitation Council
Das European Resuscitation Council (kurz ERC) befasst sich wissenschaftlich mit der Reanimation und dem instabilen kardiologischen Patienten im weiteren Sinne. Dies umfasst insbesondere die Förderung der Forschung, die Publikation relevanter Forschungsergebnisse, das Entwickeln und Publizieren von Behandlungsrichtlinien und Kurse für verschiedene Adressaten.

## Geschichte
Das ERC wurde durch den Stockholmer Kardiologen Lars Mogensen ins Leben gerufen. Mogensen war durch die Arbeit der RCs in Großbritannien und Skandinavien beeindruckt. Er hielt auf einem Kongress der European Society of Cardiology (ESC) 1985 eine Rede zur Reanimation. In Folge entstand 1986 eine permanente Arbeitsgruppe zur Reanimation. Zeitgleich waren in Amerika die Konzepte und Kurse der American Heart Association (AHA) gut entwickelt und akzeptiert. Während es mit ILCOR eine Bemühung zur Formulierung weltweiter einheitlicher Ziele gab, gab es jedoch kein paneuropäisches Konzept. Dennoch konnte innerhalb der ESC die Arbeit der permanenten Arbeitsgruppe nicht durchgesetzt werden. Letztlich fanden sich in Wien einige tonangebende Kardiologen und Anästhesisten zusammen und gründeten 1988 die ERC. Die erste offizielle Sitzung fand 1990 bereits unter Leitung von Peter Basket und Leo Bossard in Antwerpen statt.
In Deutschland waren bereits einige ERC-Mitglieder und vereinzelte Ausbilder aktiv, der erste deutsche Ausbilderkurs (GIC) fand jedoch erst 2001 in Göttingen an der Universitätsklinik statt. Eingeladen hatte der seinerzeitige Anästhesiechef D. Kettler bedingt durch die Mitarbeit im "Deutschen Beirat für Erste Hilfe und Wiederbelebung" bei der Ärztekammer und eine fachliche Freundschaft zu Peter Basket (seinerzeit Chairman und Editor der Zeitschrift Resuscitation).
Die ersten deutschsprachigen Kurse der Kursfamilie ERC/IRC (European Resuscitation Council/Italian Resuscitation Council) finden seit dem Jahr 2000 in Südtirol statt. Dazu gehört der Paediatric Basic Life support und der Paediatric Advanced Life Support der Italiener, die den Grundstock zum europäischen European Paediatric Life Support (2002) und zu den Kursen in Deutschland und Österreich gelegt haben. Das größte bundesdeutsche Tochterzentrum des Südtiroler Mutterzentrums findet sich in Hannover an der Medizinischen Hochschule Hannover. Der Großteil der deutschsprachigen Kurse sind Ableger der spanischen und italienischen Kurse, die als eigenständige Projekte teilweise schon zu Beginn der 1990er Jahre entstanden sind.
Die ersten deutschen ALS-Kurszentren bildeten sich in Folge am Uniklinikum Göttingen, bei den Maltesern in Aachen und der Universitätsklinik Mainz, sowie an der Universitätsklinik Dresden. Pädiatrische Kurszentren folgten an den Kinderintensivstationen verschiedener Universitätskrankenhäuser.

## Publikationen
Das ERC publiziert seine eigenen, in der Regel mehrsprachigen Ausbildungsunterlagen und die aktuellen Standards der Reanimation (derzeit von März 2021). Außerdem wird die Mitgliederzeitschrift Resuscitation herausgegeben, die ihre Schwerpunkte im notfallmedizinischen Bereich, der Pädiatrie, Neonatologie, Anästhesiologie und Kardiologie hat.

## Kursangebote
- BLS – Basic Life Support, Basiskurs Reanimation (in Deutschland Lehrgang Herz-Lungen-Wiederbelebung – HLW)
- ILS – Immediate Life Support, Basiskurs für „Gesundheitsprofis“
- ALS – Advanced Life Support
- EPILS – European Paediatric Immediate Life Support, der europäische PBLS-Kurs (Paediatric Basic Life Support) mit Zusammenarbeit mit dem Notfallteam
- EPLS – European Paediatric Life Support, das europäische Äquivalent zum P-ALS (Paediatric Advanced Life Support)[3][4]
- ENLS – European Newborn Life Support, Reanimationskurs für Neugeborene
- GIC – Generic Instructor Course, Ausbilderlehrgang, nur auf Einladung
- u. a.

## Dozenten
Die Dozenten des ERC sind generell ehrenamtlich tätig, allerdings in reizvollem Rahmen und ohne eigene Kosten. Dozent kann man werden, indem man auf einem Lehrgang „IP“ (Instructor Potential) bescheinigt bekommt. Dies geschieht durch Mehrheitsentscheid und auf Basis bestimmter Kriterien und gilt als Einladung zum Ausbilderkurs. Professionelle Kurszentren sind in der Zwischenzeit zu Modellen aus England und anderen europäischen Ländern übergegangen, bei denen Ausbilder die Dozententätigkeit in der offiziellen Arbeitszeit bzw. gegen Honorar ausüben.

## Mitglieder
Mitglieder erhalten Zugriff auf die Webseite mit dem Archiv der Zeitschrift Resuscitation, eine gedruckte Ausgabe davon, sowie Vergünstigungen bei Kongressen u. ä.